# Sofiakathedraal (Vologda)
De Kathedraal van de Heilige Sofia (Russisch: Софийский собор) is een Russisch-orthodoxe kathedraal in de Russische stad Vologda. De kathedraal bevindt zich op de rechter oever van de Vologdarivier, net buiten het Vologda-kremlin. Het is het oudste gebouw van de stad.

## Geschiedenis
De kathedraal werd gebouwd tussen 1568 en 1570 onder persoonlijk toezicht van Ivan de Verschrikkelijke nadat Vologda de hoofdstad was geworden van een opritsjnina. De Maria-Ontslapeniskathedraal in het kremlin van Moskou stond model voor de bouw van de nieuwe kathedraal. Ivan hield persoonlijk toezicht op de bouwvorderingen en bij de bouw werd geen enkele beperking opgelegd ten aanzien van de wensen. Om onbekende redenen verordonneerde Ivan ook de ongebruikelijke oriëntatie van het gebouw. In tegenstelling tot het gebruik in christelijke kerken werd het hoofdaltaar niet oostelijk, maar meer noordoostelijk geplaatst. In 1571 verliet Ivan onverwacht Vologda en keerde terug naar Moskou. Al snel schafte Ivan de opritsjnina's af en toonde daarna geen enkele interesse meer in Vologda. Voor zijn vertrek uit Vologda gaf hij zelfs opdracht om de kathedraal te slopen, maar die opdracht trok hij weer in. Op dat moment waren de bouwwerkzaamheden reeds afgerond, maar het interieur was nog onvoltooid en de kathedraal was evenmin ingewijd. Tijdens het bewind van Fjodor Ivanovitsj werd de kathedraal voltooid en in 1587, na de dood van Ivan de Verschrikkelijke, vond wijding van de kerk plaats. De fresco's in de kathedraal werden in 1685-1687 aangebracht door een groep schilders uit Jaroslavl onder leiding van Dmitri Plechanov. De klokkentoren werd pas in de jaren 1869-1870 gebouwd in neogotische stijl door Vladimir Schildknecht, hoofdarchitect van het gouvernement Vologda. Het onderste deel van de toren dateert nog uit de periode 1654-1659.

## Sovjet-periode
Tijdens de Sovjet-periode werd de kathedraal gesloten. De kathedraal is tegenwoordig een museum.

## Externe link

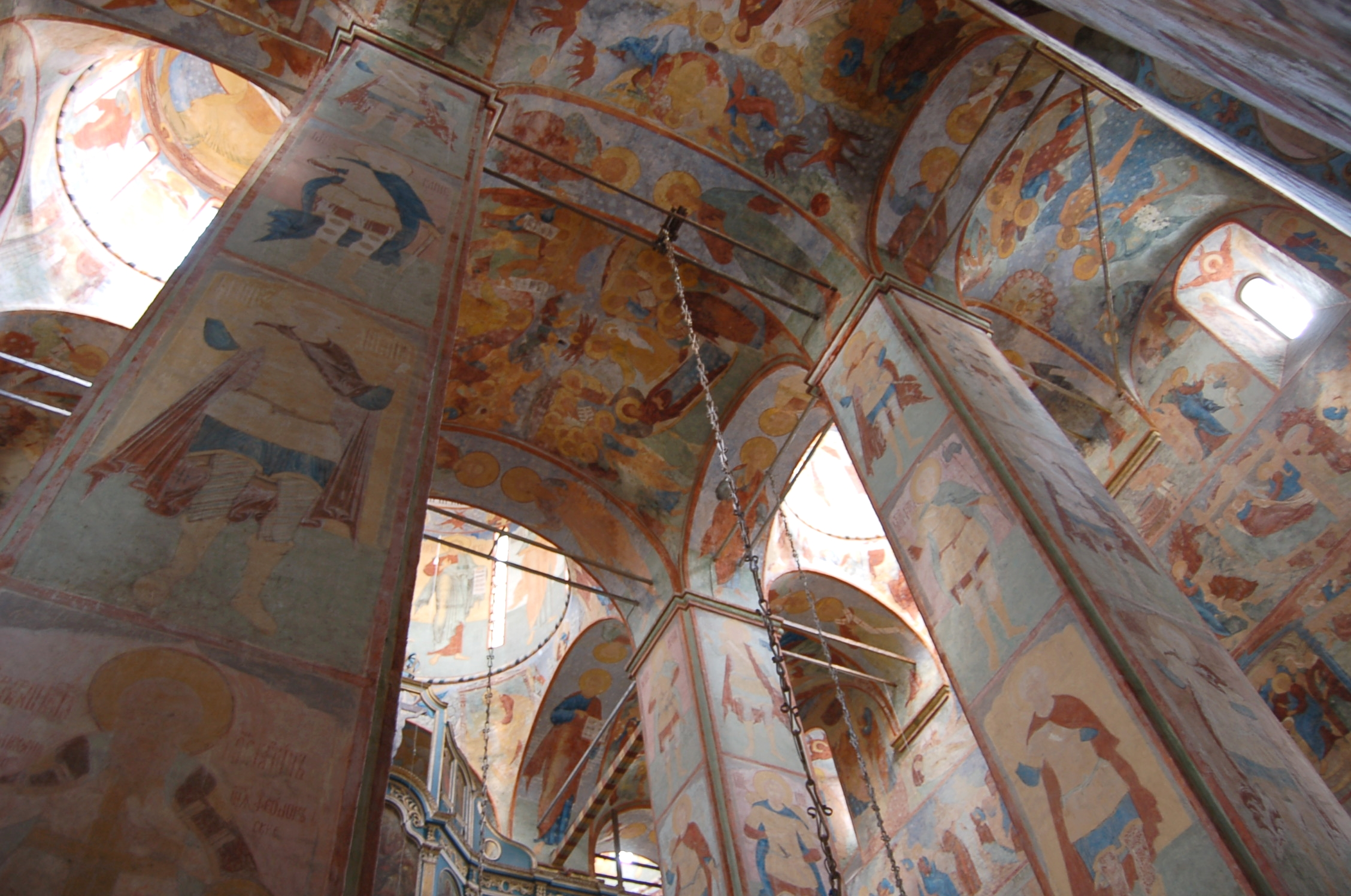
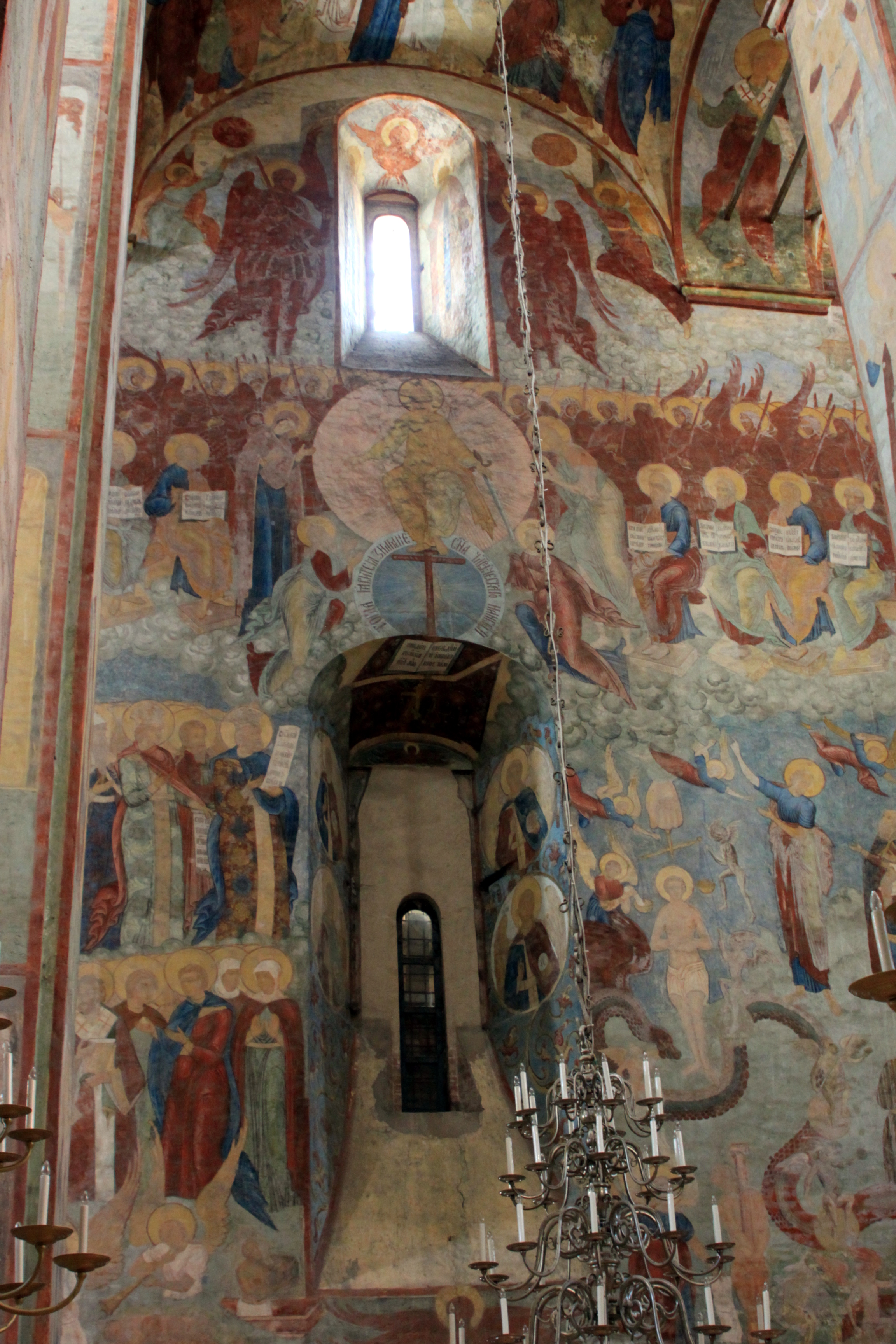
Het laatste Oordeel
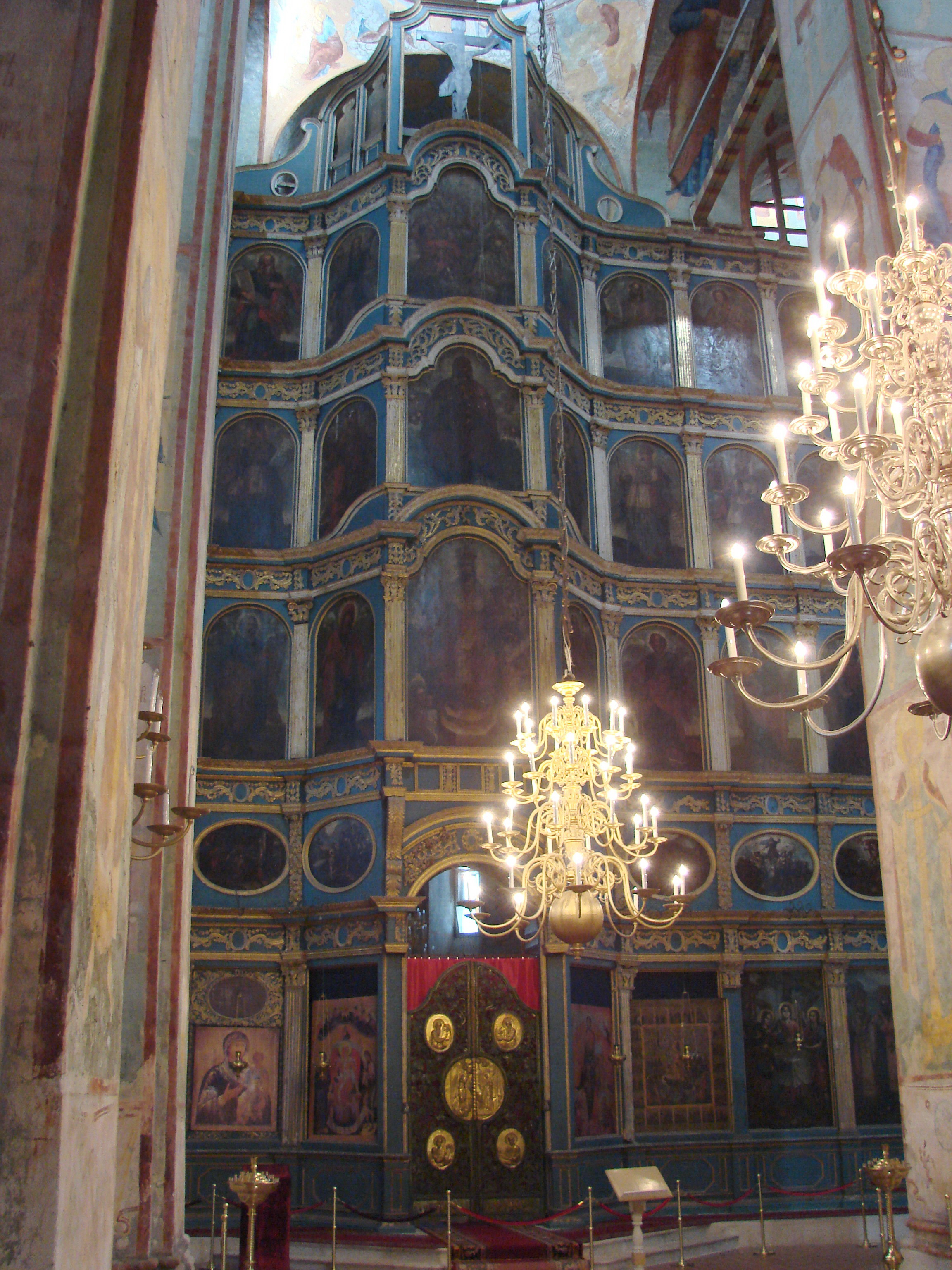
Iconostase
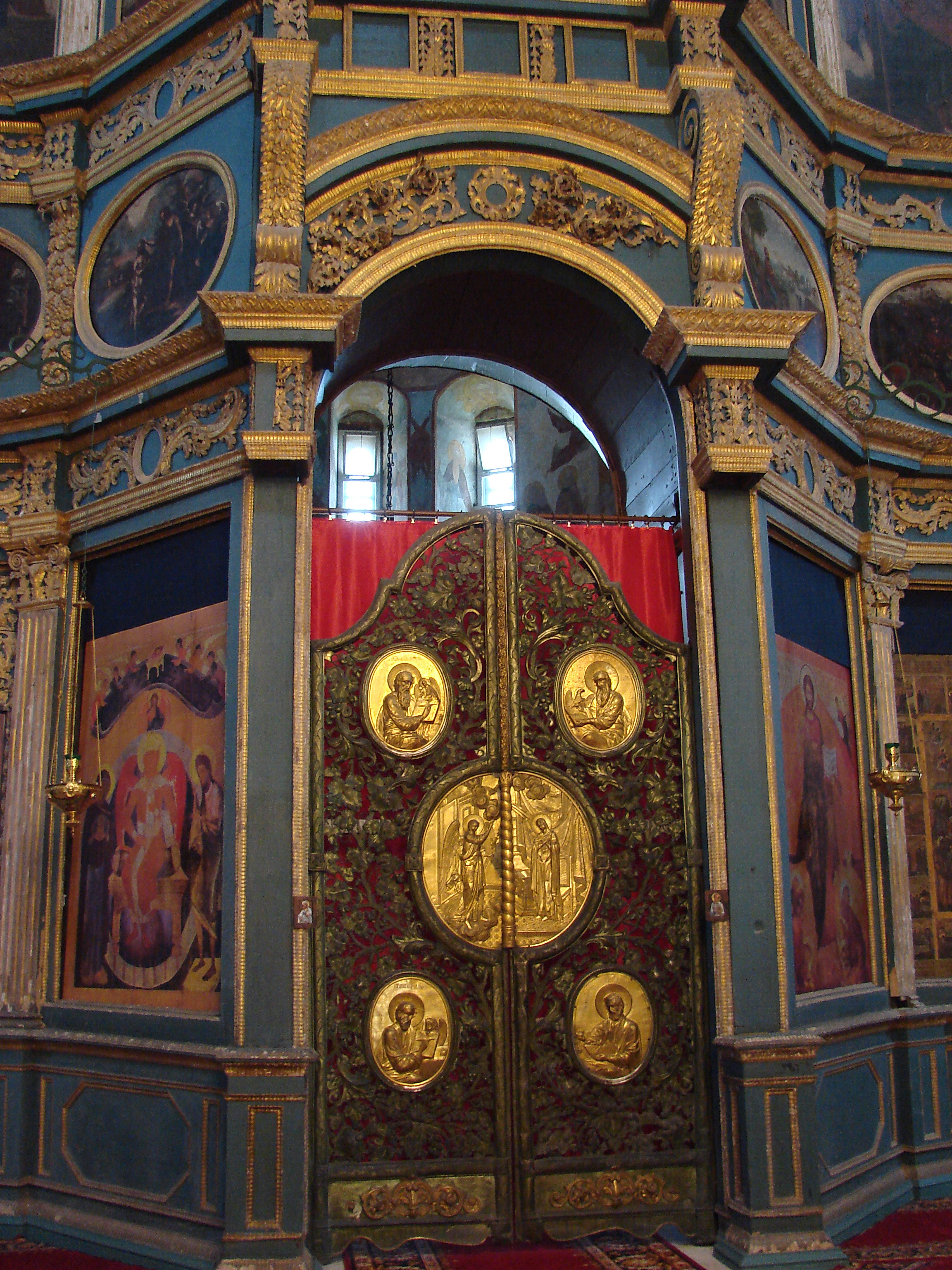
Koningsdeuren
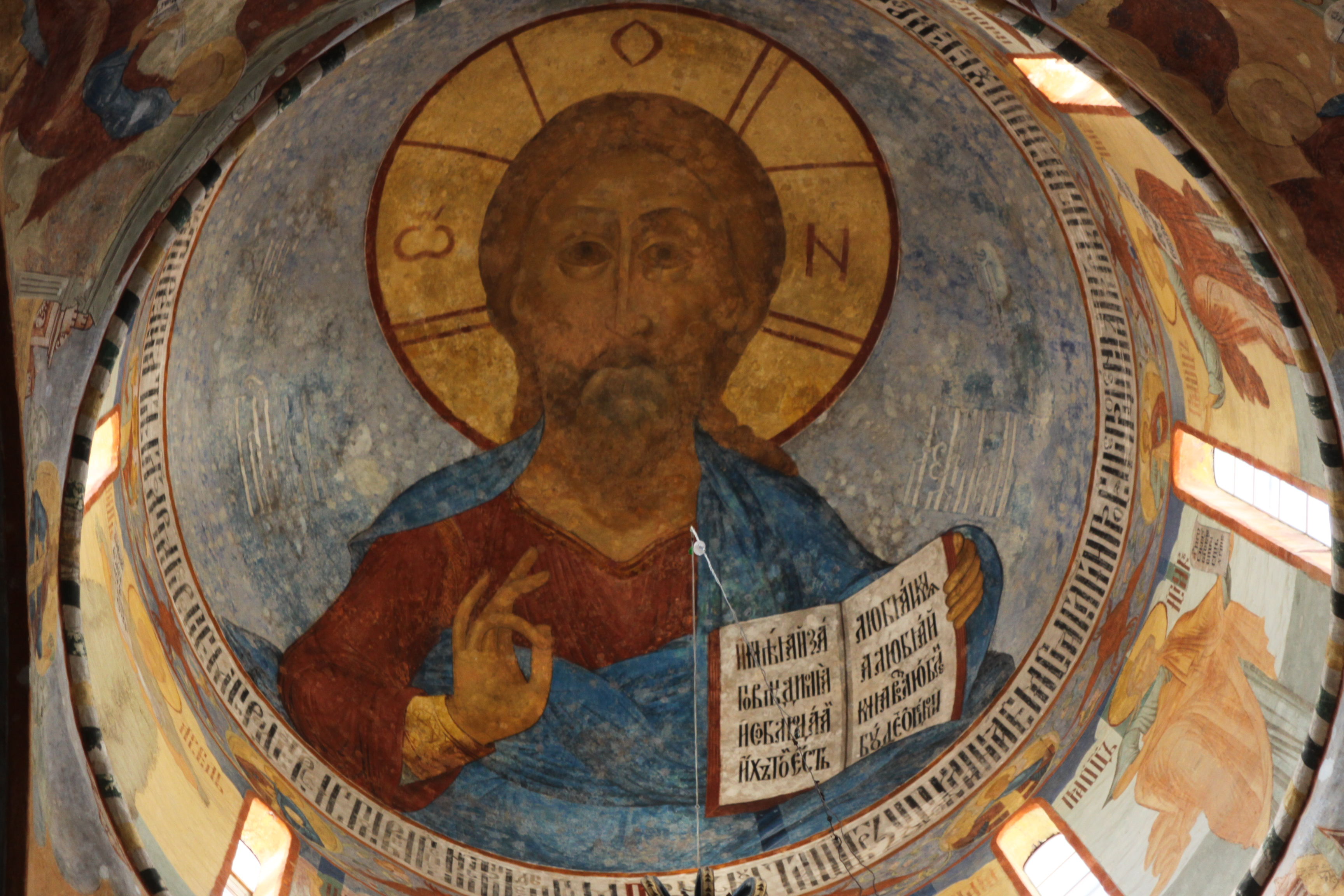
fresco in de hoofdkoepel